# أوتو ران
أوتو ران (بالألمانية: Otto Rahn) (و. 1904 – 1939 م) هو عالم إنسان، وكاتب، وعالم آثار، ومؤرخ، وسياسي ألماني، ولد في ميشلشتات، كان عضوًا في الحزب النازي، كان عضوًا في شوتزشتافل، توفي عن عمر يناهز 35 عاماً، بسبب انخفاض درجة الحرارة.

## التعليم
تعلم في جامعة غيسن
.

## وصلات خارجية
- أوتو ران على موقع IMDb (الإنجليزية)
- أوتو ران على موقع قاعدة بيانات الفيلم (الإنجليزية)
- أوتو ران في قاعدة بيانات الأفلام على الإنترنت